# Wilczyn (stacja kolejowa)
Wilczyn − dawna czołowa, wąskotorowa stacja kolejowa w Wilczogórze, w woj. wielkopolskim, w Polsce. Stacja znajdowała w centralnej części wsi, przy drodze łączącej Kopydłowo z Wilczynem, na 21. kilometrze linii Jabłonka Słupecka – Wilczyn. Stacja posiadała bocznicę kolejową oraz budynek stacyjny z kasą biletową. Około 2002 roku stacja została zamknięta dla ruchu, a wiosną 2012 roku rozebrano torowisko i infrastrukturę stacji. Budynek stacyjny został zaadaptowany jako sklep.